# Ácido punícico

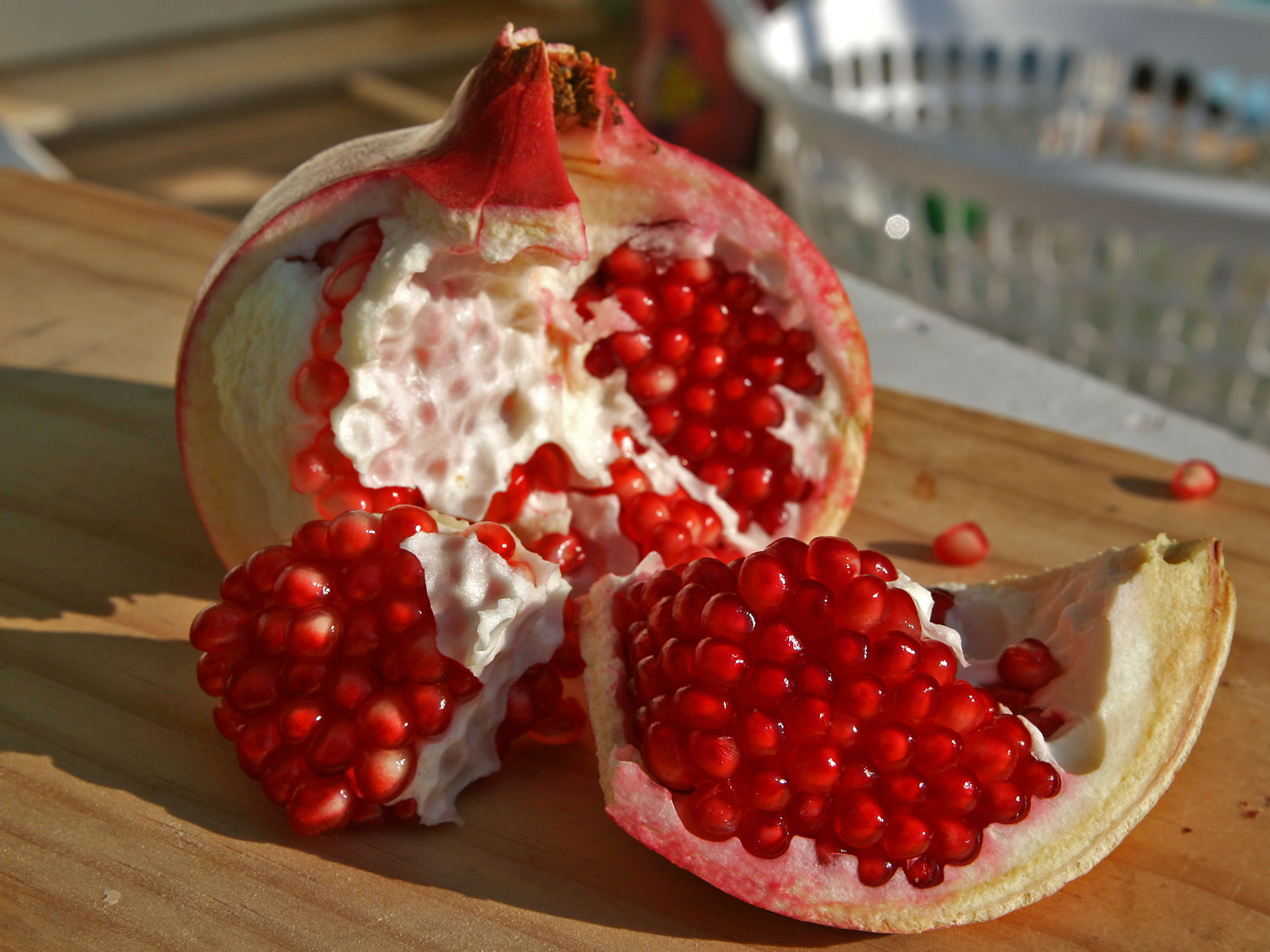
El ácido punícico equivale a, aproximadamente, el 65% del total de los ácido grasos en el aceite de semillas de granada.

El ácido punícico (también llamado ácido tricosánico o bien Omega-5 (ω-5)) es un ácido graso poliinsaturado. Su nombre proviene de la granada, (Punica granatum), y se obtiene del aceite de semillas de granada.
También se encuentra en la semilla de la calabaza serpiente o chichinga (Trichosanthes cucumerina) y en la semilla de guālóu (栝楼) ( Trichosanthes kirilowii).

## Aceite de semilla de granada
El aceite de semilla de granada está compuesto, fundamentalmente, por ácidos octadecatrienoicos conjugados: el ácido punícico (C18:3-9cis, 11trans, 13cis) es mayoritario, pudiéndose encontrar también otros ácidos linolénicos conjugados como el ácido alfa-eleosteárico (C18:3-9cis, 11trans, 13trans) y el ácido catálpico (C18:3-9trans, 11trans, 13cis), en menor proporción.
También pueden detectarse fitosteroles como beta-sitosterol, campesterol y estigmasterol, así como altas concentraciones de tocoferoles.

Hay numerosos trabajos que sugieren que el aceite de semillas de granada tiene efectos beneficiosos para el organismo, como promover la regeneración del tejido epidérmico, estimular el sistema inmunitario in vivo, y mostrar actividad quimioprotectiva frente a cánceres relacionados con hormonas, como el de próstata y pecho, y cáncer de colon.
En animales de laboratorio, la adición de aceite de semillas de granada (rico en ácido punícico) a la dieta ha sido seguida de una considerable reducción en el tejido adiposo, y ha disminuido la acumulación de triglicéridos hepáticos en ratas hiperlipidémicas y obesas.
En humanos, no hay muchos estudios que investiguen los efectos del aceite de semillas de granada, y los resultados son, cuando menos, controvertidos en lo que respecta a los efectos en el aumento de peso, composición corporal, lípidos séricos y metabolismo de la glucosa y resistencia a la insulina.
En un estudio Clínico con aceite de semillas de granada, realizado en 2010 en pacientes hiperlipidémicos durante 4 semanas, no se han observado cambios en la composición corporal, en los niveles de colesterol total, ni en los de colesterol LDL mientras que tuvo lugar una disminución en los niveles de triglicéridos.

## Omega-5
El Omega-5 es un ácido graso insaturado (ácido linolénico conjugado) o CLnA, es decir, tiene tres dobles enlaces conjugados. Es químicamente similar a los ácidos linoléicos conjugados, o CLA, que tienen dos dobles enlaces, y tiene la peculiaridad de presentar el primer enlace doble en el carbono de la posición 5, contando los carbonos desde el final de la cadena del ácido graso.
In vitro, muestra actividad anti invasiva frente a las células de cáncer prostático PC-3.
En un experimento de laboratorio, las ratas OLETF –una cepa usada como modelo en estudios de obesidad– permanecieron relativamente delgadas cuando se añadió ácido punícico a su dieta.
El omega 5 mejoró la calidad del esperma en ratas.

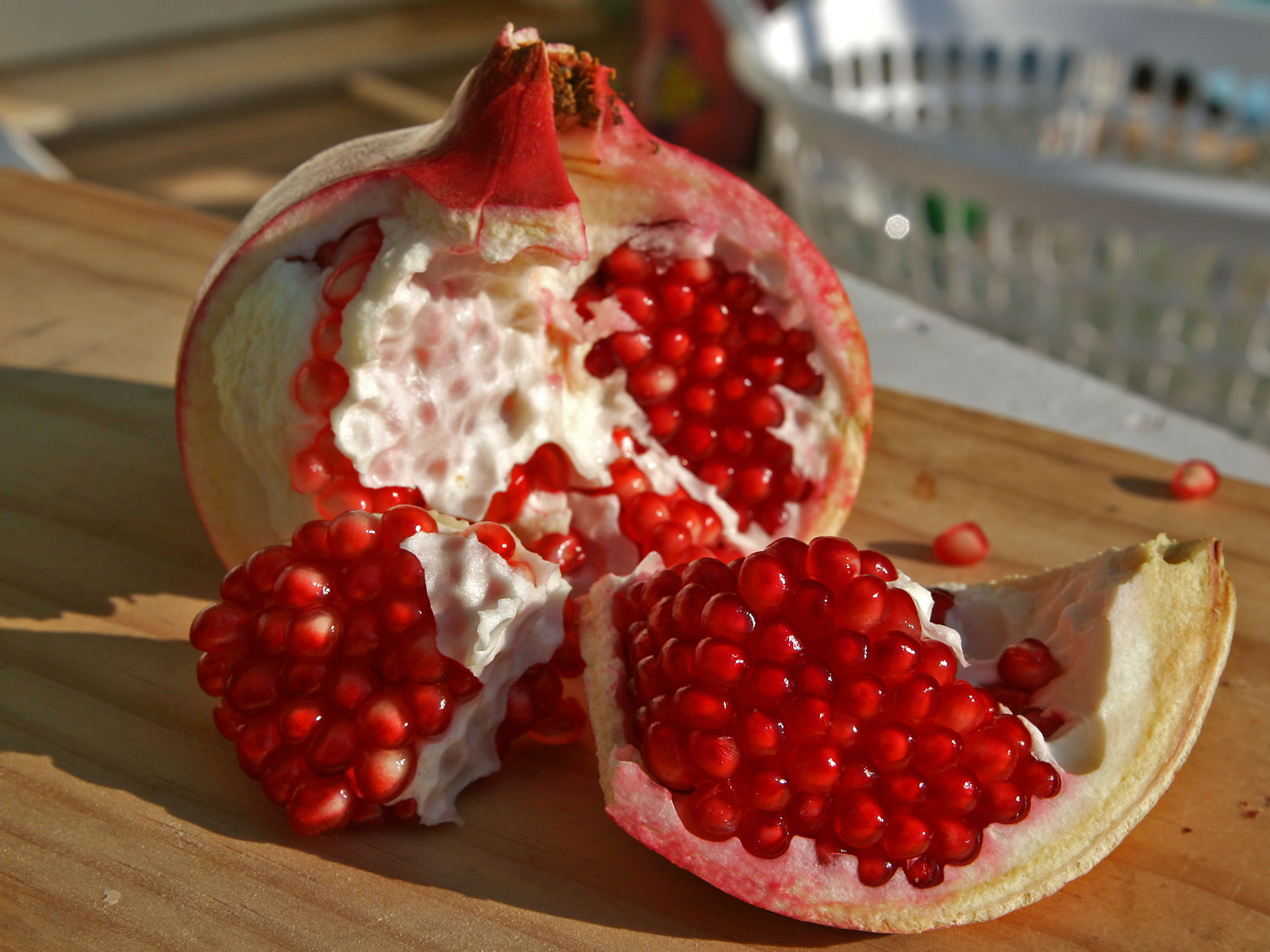
El ácido punícico equivale a, aproximadamente, el 65% del total de los ácido grasos en el aceite de semillas de granada.